# Lotus 78
Lotus 78 – samochód Formuły 1, zaprojektowany w 1976 roku przez Colina Chapmana, Ralpha Bellamy'ego, Martina Ogilvie i Petera Wrighta i skonstruowany przez Team Lotus. W modelu po raz pierwszy w Formule 1 uzyskano efekt przypowierzchniowy. Samochód brał udział w sezonach 1977–1978 i przyczynił się do zdobycia obu tytułów w sezonie 1978.

## Historia
Lotus 78 był pierwszym samochodem Formuły 1 wykorzystującym efekt przypowierzchniowy. Poprzez odpowiednie wyprofilowanie podłogi powietrze pod samochodem przyspieszało, przez co zmniejszało się jego ciśnienie. Powodowało to zwiększoną przyczepność samochodu.
Aluminiowe monocoque modelu przybrało strukturę plastra miodu i było bardzo cienkie. W sekcjach bocznych samochodu, które przybrały prawie całą jego długość, umieszczono chłodnice. Efekt przypowierzchniowy mógł być możliwy do uzyskania poprzez zastosowanie przesuwnych fartuchów, które zapobiegały dostaniu się niechcianego powietrza pod samochód. Spojlery z przodu i z tyłu miały zapewnić stabilność przy dużych prędkościach.
Napędzany przez silnik Cosworth DFV pojazd został zaprezentowany pod koniec 1976 roku. Nowy model, którego kierowcami byli Gunnar Nilsson i Mario Andretti, był bardzo konkurencyjny. Andretti wygrał cztery wyścigi w sezonie i nie zdobył tytułu tylko ze względu na wysoką zawodność pojazdu.
Bardzo lekkie monocoque sprawiało jednakże problemy, a samochód trudno się przez to prowadził. W związku z tym Chapman przy konstruowaniu nowego Lotusa 79 zrezygnował na 1978 rok ze struktury plastra miodu, co zwiększyło masę, ale poprawiło właściwości jezdne. Aby zmaksymalizować efekt przypowierzchniowy, powiększono sekcje boczne i fartuchy. Testy w tunelu aerodynamicznym wykazały, że 79 był o 25% efektywniejszy niż poprzednik. Po przetestowaniu nowego modelu Andretti stwierdził, że Lotus 78 prowadzi się jak "londyński autobus". Samochód nie był jednak gotowy na początek sezonu 1978 i Lotus nadal korzystał z modelu 78.
Nilsson został zastąpiony przez Ronniego Petersona. Zanim wystawiono Lotusa 79, Andretti i Peterson wygrali w starym samochodzie po jednym wyścigu. Model 79 zadebiutował w Grand Prix Belgii. Lotus zdominował sezon, wygrywając łącznie osiem wyścigów i zdobywając oba tytuły.
Zbudowano cztery egzemplarze Lotusa 78.

## Wyniki w Formule 1
| Legenda oznaczeń w tabelach wyników Wyświetl szablon na nowej stronie | Legenda oznaczeń w tabelach wyników Wyświetl szablon na nowej stronie                                                                     |
| Oznaczenie                                                            | Wyjaśnienie |
| --------------------------------------------------------------------- | --- |
| Złoty                                                                 | Zwycięzca lub mistrzostwo |
| Srebrny                                                               | 2. miejsce lub wicemistrzostwo |
| Brązowy                                                               | 3. miejsce lub II wicemistrzostwo |
| Zielony                                                               | Ukończył, punktował (w klasyfikacji generalnej, gdy zdobył co najmniej jeden punkt na przestrzeni sezonu, poza trzema powyższymi opcjami) |
| Niebieski                                                             | Ukończył, nie punktował (w klasyfikacji generalnej, gdy nie zdobył co najmniej jednego punktu na przestrzeni sezonu)                      |
| Czerwony                                                              | Nie zakwalifikował się (NZ) |
| Czerwony                                                              | Nie prekwalifikował się (NPK) |
| Różowy                                                                | Nie ukończył (NU) |
| Różowy                                                                | Niesklasyfikowany (NS) (w klasyfikacji generalnej, gdy nie został sklasyfikowany w żadnym wyścigu sezonu)                                 |
| Czarny                                                                | Zdyskwalifikowany (DK) |
| Czarny                                                                | Wykluczony (WYK/EX) |
| Biały                                                                 | Nie wystartował (NW) |
| Biały                                                                 | Kontuzjowany (K/INJ) |
| Biały                                                                 | Wyścig odwołany (OD/C) |
| Bez koloru                                                            | Został wycofany (WYC/WD) |
| Bez koloru                                                            | Nie przybył (NP/DNA) |
| Bez koloru                                                            | Nie brał udziału w treningach (NT/DNP) |
| Bez koloru                                                            | Nie został zgłoszony (–) |
| Pogrubienie                                                           | Start z pole position |
| Kursywa                                                               | Najszybsze okrążenie wyścigu |
| †                                                                     | Nie ukończył, ale jego rezultat został zaliczony ze względu na przejechanie więcej niż 90% dystansu wyścigu.                              |
| *                                                                     | Sezon w trakcie |
| 1/2/3                                                                 | Punktowana pozycja w sprincie kwalifikacyjnym                                                                                             |
| Lista systemów punktacji Formuły 1                                    | |

| Rok  | Zespół                 | Silnik  | Opony | Kierowcy        | Wyniki w poszczególnych eliminacjach | Wyniki w poszczególnych eliminacjach | Wyniki w poszczególnych eliminacjach | Wyniki w poszczególnych eliminacjach | Wyniki w poszczególnych eliminacjach | Wyniki w poszczególnych eliminacjach | Wyniki w poszczególnych eliminacjach | Wyniki w poszczególnych eliminacjach | Wyniki w poszczególnych eliminacjach | Wyniki w poszczególnych eliminacjach | Wyniki w poszczególnych eliminacjach | Wyniki w poszczególnych eliminacjach | Wyniki w poszczególnych eliminacjach | Wyniki w poszczególnych eliminacjach | Wyniki w poszczególnych eliminacjach | Wyniki w poszczególnych eliminacjach | Wyniki w poszczególnych eliminacjach | Pkt.    | Msc. |
| ---- | ---------------------- | ------- | ----- | --------------- | ------------------------------------ | ------------------------------------ | ------------------------------------ | ------------------------------------ | ------------------------------------ | ------------------------------------ | ------------------------------------ | ------------------------------------ | ------------------------------------ | ------------------------------------ | ------------------------------------ | ------------------------------------ | ------------------------------------ | ------------------------------------ | ------------------------------------ | ------------------------------------ | ------------------------------------ | ------- | ---- |
| 1977 | John Player Team Lotus | Ford V8 | G     |                 | ARG                                  | BRA                                  | ZAF                                  | USW                                  | ESP                                  | MCO                                  | BEL                                  | SWE                                  | FRA                                  | GBR                                  | DEU                                  | AUT                                  | NLD                                  | ITA                                  | USA                                  | CND                                  | JPN                                  | 62      | 2    |
| 1977 | John Player Team Lotus | Ford V8 | G     | Mario Andretti  | 5                                    | NU                                   | NU                                   | 1                                    | 1                                    | 5                                    | NU                                   | 6                                    | 1                                    | 14                                   | NU                                   | NU                                   | NU                                   | 1                                    | 2                                    | 9                                    | NU                                   | 62      | 2    |
| 1977 | John Player Team Lotus | Ford V8 | G     | Gunnar Nilsson  | NW                                   | 5                                    | 12                                   | 8                                    | 5                                    | NU                                   | 1                                    | 19                                   | 4                                    | 3                                    | NU                                   | NU                                   | NU                                   | NU                                   | NU                                   | NU                                   | NU                                   | 62      | 2    |
| 1978 | John Player Team Lotus | Ford V8 | G     |                 | ARG                                  | BRA                                  | ZAF                                  | USW                                  | MCO                                  | BEL                                  | ESP                                  | SWE                                  | FRA                                  | GBR                                  | DEU                                  | AUT                                  | NLD                                  | ITA                                  | USA                                  | CND                                  |                                      | 32 (86) | 1    |
| 1978 | John Player Team Lotus | Ford V8 | G     | Mario Andretti  | 1                                    | 4                                    | 7                                    | 2                                    | 11                                   |                                      |                                      |                                      |                                      |                                      |                                      |                                      |                                      |                                      |                                      |                                      |                                      | 32 (86) | 1    |
| 1978 | John Player Team Lotus | Ford V8 | G     | Ronnie Peterson | 5                                    | NU                                   | 1                                    | 4                                    | NU                                   |                                      |                                      |                                      |                                      |                                      |                                      |                                      |                                      |                                      |                                      |                                      |                                      | 32 (86) | 1    |
| 1978 | Team Rebaque           | Ford V8 | G     | Héctor Rebaque  | NZ                                   | NU                                   | 10                                   | NPK                                  | NPK                                  | NPK                                  | NU                                   | 12                                   | NZ                                   | NU                                   | 6                                    | NU                                   | 11                                   | NZ                                   | NU                                   | NZ                                   |                                      | 32 (86) | 1    |